# Sabine Wehr-Hasler
Sabine Wehr-Hasler (Offenbach am Main, 8 luglio 1967) è un'ex snowboarder tedesca.

## Biografia
Specializzata nell'halfpipe e attiva a livello internazionale dal 1997, la Wehr-Hasler ha debuttato in Coppa del Mondo il 16 novembre dello stesso anno giungendo 22ª a Tignes. Il 16 gennaio 1998 ha ottenuto il suo primo podio a San Candido (2ª) e il 15 gennaio 200 la sua prima vittoria, imponendosi a Berchtesgaden. Nella stessa stagione 1999-2000 e in quella successiva ha vinto la Coppa del Mondo di disciplina.
In carriera ha preso parte due a rassegne olimpiche e a quattro iridate, vincendo il bronzo nel 1997.

## Palmarès

### Mondiali
- 1 medaglia:
  - 1 bronzo (halfpipe ad San Candido 1997)

### Coppa del Mondo
- Vincitrice della Coppa del Mondo di halfpipe nel 2000 e nel 2001
- Miglior piazzamento nella Coppa del Mondo generale di freestyle: 12ª nel 2000
- 19 podi:
  - 4 vittorie
  - 7 secondi posti
  - 8 terzi posti

#### Coppa del Mondo - vittorie
| Data             | Luogo         | Paese    | Disciplina |
| ---------------- | ------------- | -------- | ---------- |
| 15 gennaio 2000  | Berchtesgaden | Germania | HP         |
| 18 marzo 2000    | Livigno       | Italia   | HP         |
| 8 febbraio 2001  | Berchtesgaden | Germania | HP         |
| 10 febbraio 2001 | Berchtesgaden | Germania | HP         |

Legenda:

HP = Halfpipe